# オオカワヂシャ
オオカワヂシャ（大川萵苣; 学名: Veronica anagallis-aquatica）とはオオバコ科クワガタソウ属の植物の一種。ヨーロッパからアジア北部原産で、日本には外来種として定着している。
リンネの『植物の種』(1753年) で記載された植物の一つである。

## 分布
ヨーロッパからアジア北部を原産地とする。
日本には、本州の岩手県以南に帰化している。

## 特徴
越年草で、河原や水田、河川や湖沼の岸辺などに生育し、根茎を伸ばして繁殖する。高さは30cm-100cmほどになる。葉の根元から花柄を伸ばし、4-9月に白紫色の花をたくさん咲かせる。種子の大きさは0.4mmと小さく、風に吹かれて運ばれたり、動物などに付着したりして拡散する。長楕円形でごく小さい鋸歯がある葉は、対生する。よく似た種に在来種のカワヂシャ （Veronica undulata Wall.）があるが、本種は葉の鋸歯が小さく、葉の幅が広く、緑色が濃いという特徴がある。ただし、生育環境によって葉の形には多少の変異がある。

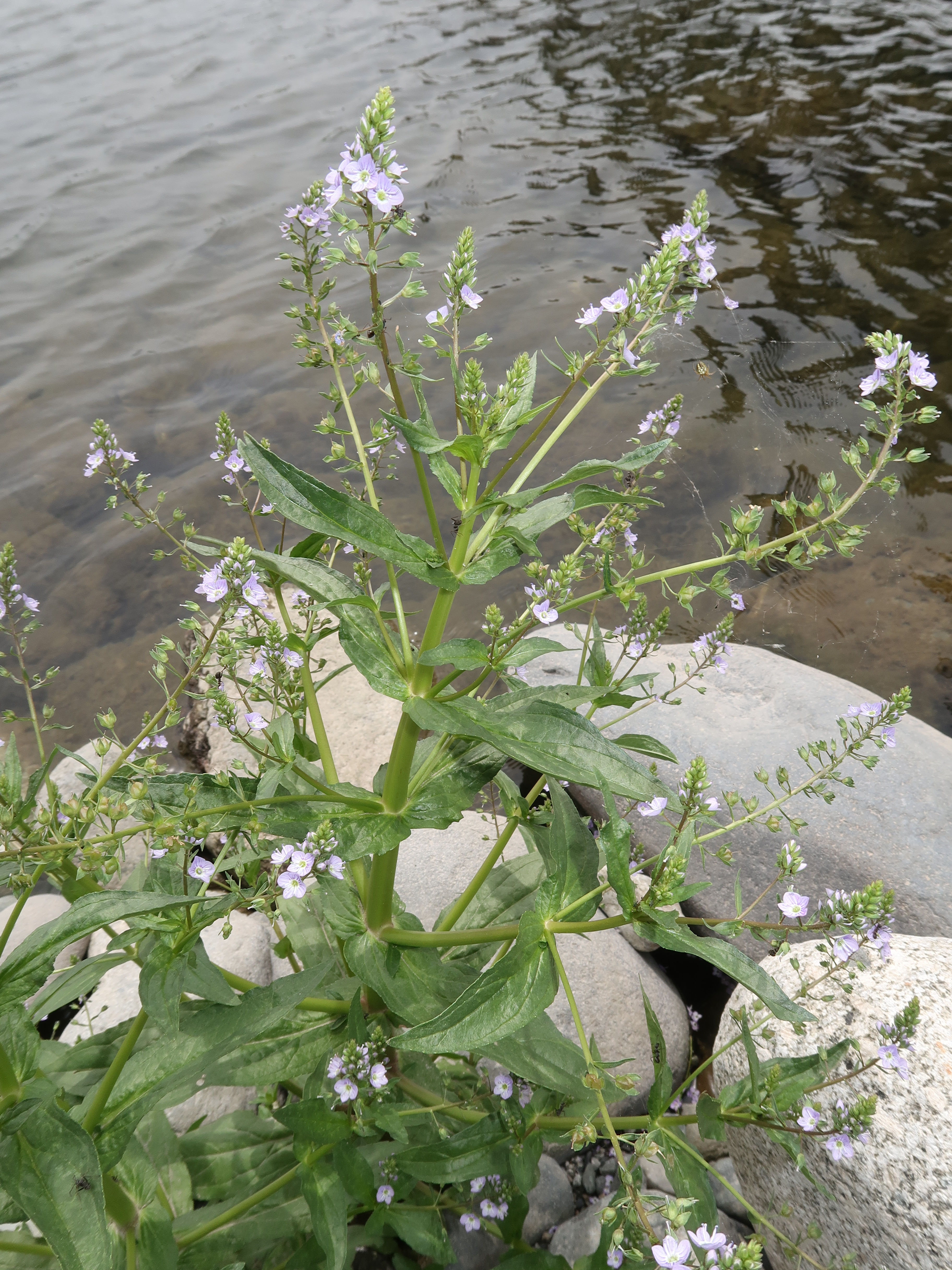
河川の水辺に生育し、ときに群落をつくる。
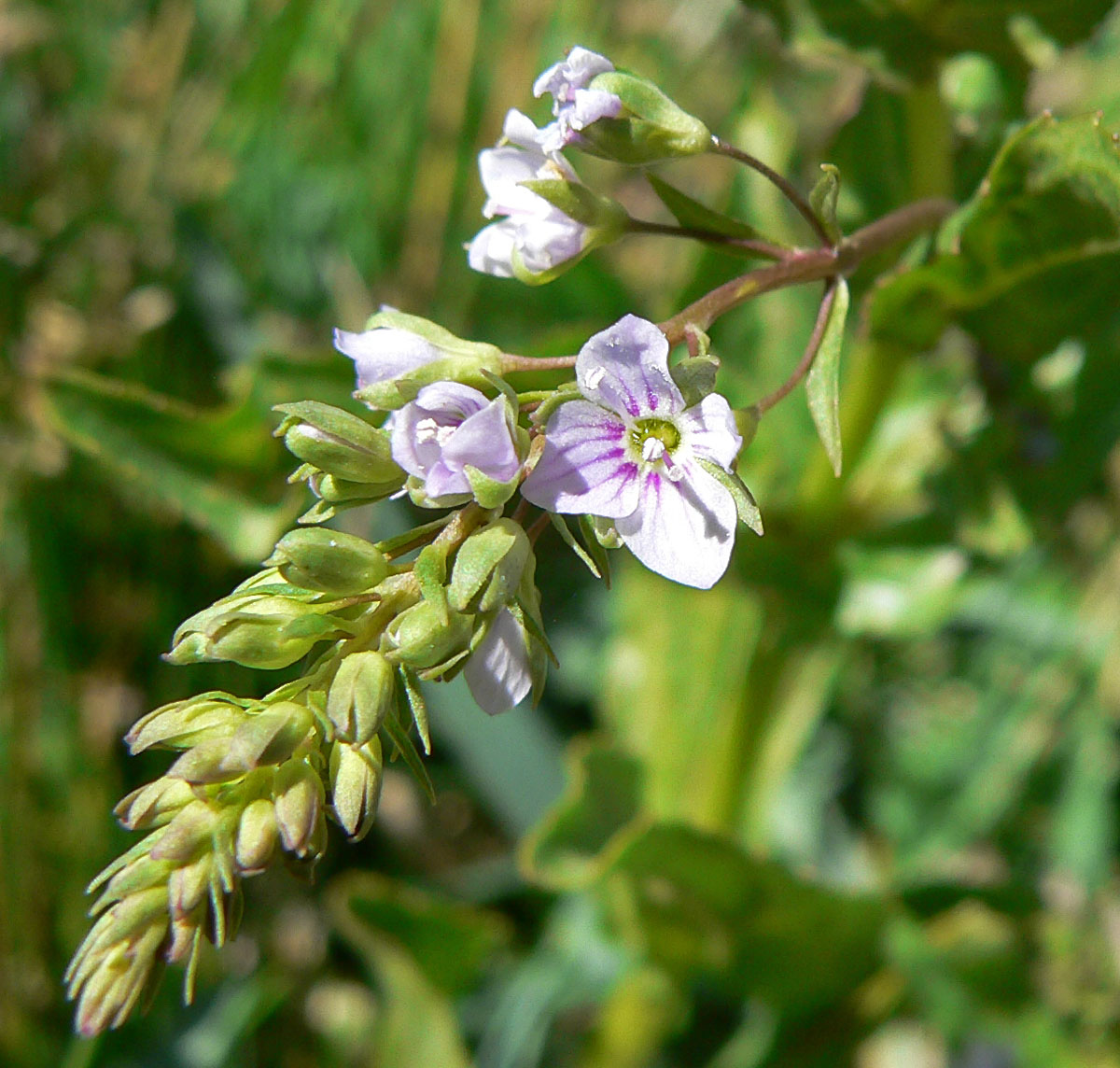
白紫色の花をたくさん咲かせる。

## 外来種問題
日本では1867年に神奈川県の相模での記録が初めてだが、詳しい導入経路や時期はよくわかっていない。現在も分布を拡大させている。
在来種のカワヂシャと交雑することが観察されており、雑種個体はホナガカワヂシャ（Veronica × myriantha Tos. Tanaka）と呼ばれる。この雑種の種子は発芽能力があり、カワジシャへの遺伝子汚染が心配される。
静岡県の柿田川では、本種を抜き取ったり、刈り取ったりすることで交雑対策をしている。
外来生物法により特定外来生物に指定されている。